# Левант
Левант (Леванат; фр. Levant, итал. Levante, шп. Levante) у општем значењу Исток, источне земље. У ужем смислу то је заједнички назив за земље које леже уз обале источног Медитерана: Грчку, Турску, Сирију, Либан, Израел, Јордан и Египат; Грчка се углавном изузима из појма Леванта. У Левант спада и територија Газе под управом ПЛО, као и полуострво Синај који је део афричке државе Египта. Левант се углавном подудара с појмом Блиски исток. У античком Риму се за Левант употребљавао назив Ориенс (лат. Oriens — „Исток”; од тога је наша реч Оријент).

## Историја
На овом простору су се током старог века смењивали утицаји од древних цивилизација (Асирци, Вавилонци, Феничани) до античких Грка и Римљана. Пре 2.000 година ту је настало хришћанство, религија која данас има највише следбеника на свету. Од 7. века регијом господаре арапски муслимани, од краја 9. до друге половине 13. века била је мета неколико ратних похода европских феудалних војски (крсташки ратови), а почетком 16. века пао је под турску власт које је трајала наредних 400 година.

## Становништво
44.550.926 становника живи на површини од 374.070 квадратних километара. Просечна густина насељености износи 97 становника по квадратном километру, али гушће су насељени само западни делови регије. То је западни део тзв. Зеленог плодног полумесеца који обухвата медитеранско приморје и тектонску потолину Мртвог мора преко долине реке Јордан, Галилејског језера и долине Бека до северозападне Сирије. Међу становницима су најбројнији Арапи (27 милиона), Јевреја има око 5 милиона, а 2 милиона Курда живи на североистоку Сирије и у Либану.

## Језик
Већина становништва Леванта говори левантски арапски, такође познат и као медитерански арапски. У Израелу, главни језик је хебрејски, док је арапски такође један од службених језика. На Кипру је већински језик грчки, после њега по броју говорника следи турски, а након њега и левантски арапски. Неке заједнице и становништво говоре грчки, јерменски, цинцарски, француски, енглески или друге језике, поред левантског арапског.